# 874 до н. е.

## Події

### Єгипет
Осоркон ІІ, фараон з ХХІІ (лівійської) династії.
Верхній Єгипет в руках його двоюрідного брата Харсієса, верховного жерця бога Амона.